# وایسنکیرشن ایندر واخو
وایسنکیرشن ایندر واخو (به آلمانی: Weißenkirchen in der Wachau) یک منطقهٔ مسکونی در اتریش است که در ناحیه کرمس-لاند واقع شده است. وایسنکیرشن ایندر واخو ۱٬۴۹۴ نفر جمعیت دارد.